# 大蔵駅
大蔵駅（おおくらえき）は、かつて福岡県遠賀郡大蔵村（のちの八幡市を経て、現・北九州市八幡東区大蔵）に存在した鉄道院大蔵線の駅である。大蔵線の廃止に伴い、1911年（明治44年）10月1日に廃駅となった。

## 歴史
- 1898年（明治31年）9月5日：九州鉄道本線の駅として開業。
- 1907年（明治40年）7月1日：九州鉄道国有化。
- 1911年（明治44年）10月1日：大蔵線廃止に伴い、廃駅。

## 隣の駅
鉄道院
大蔵線
板櫃聯絡所 - 大蔵駅 - 黒崎駅